# Бабица
Бабица е село в Западна България. То се намира в община Брезник, област Перник.

## География
Село Бабица се намира в планински район.

## История
Местна легенда гласи, че по време на османската власт една баба избягала от съседно село, опожарено от турците и се заселила в тази местност наречена по-късно на бабата Бабица.